# Reichssiedlung Rudolf Heß

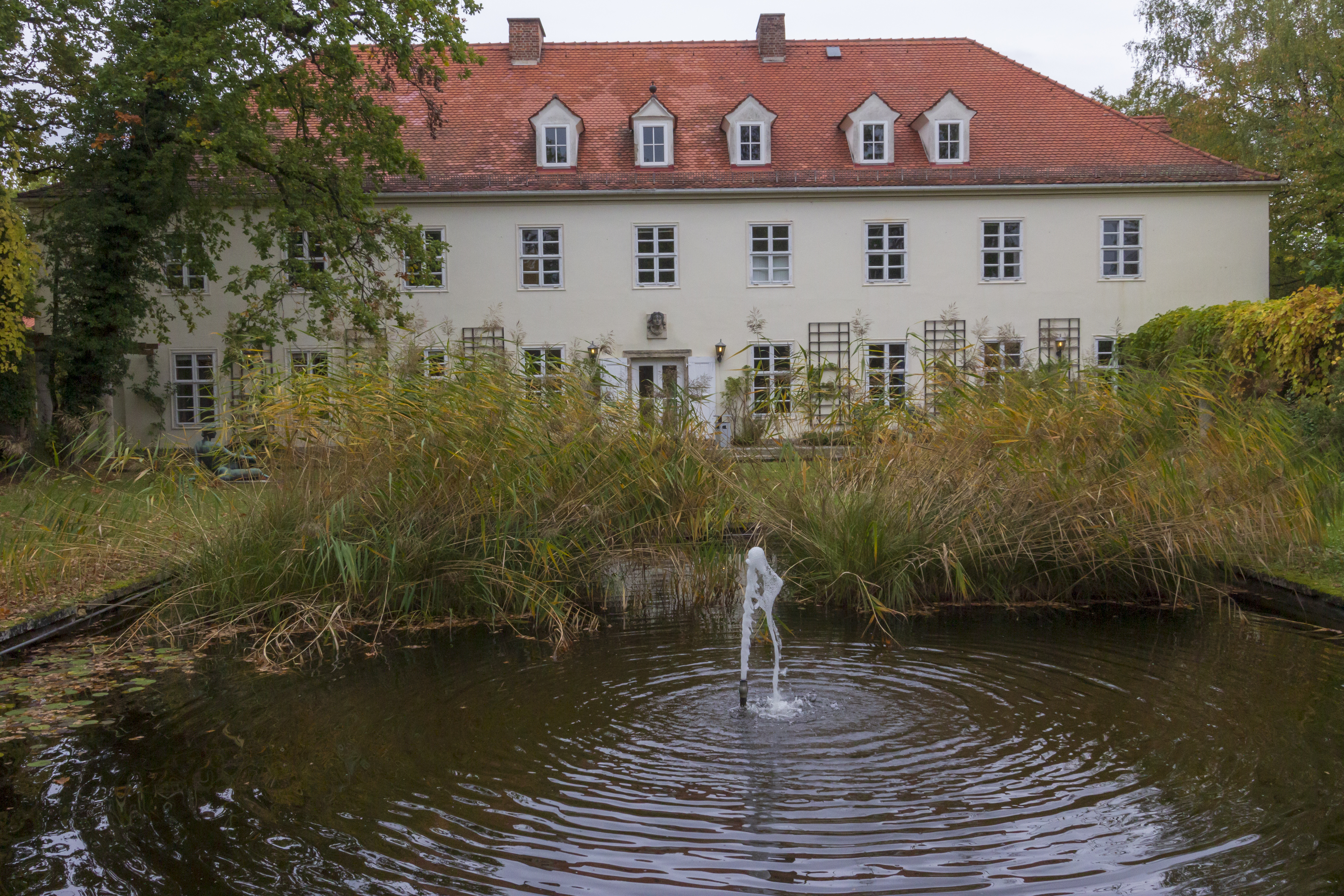
Bormann-Villa, später Präsidentenvilla

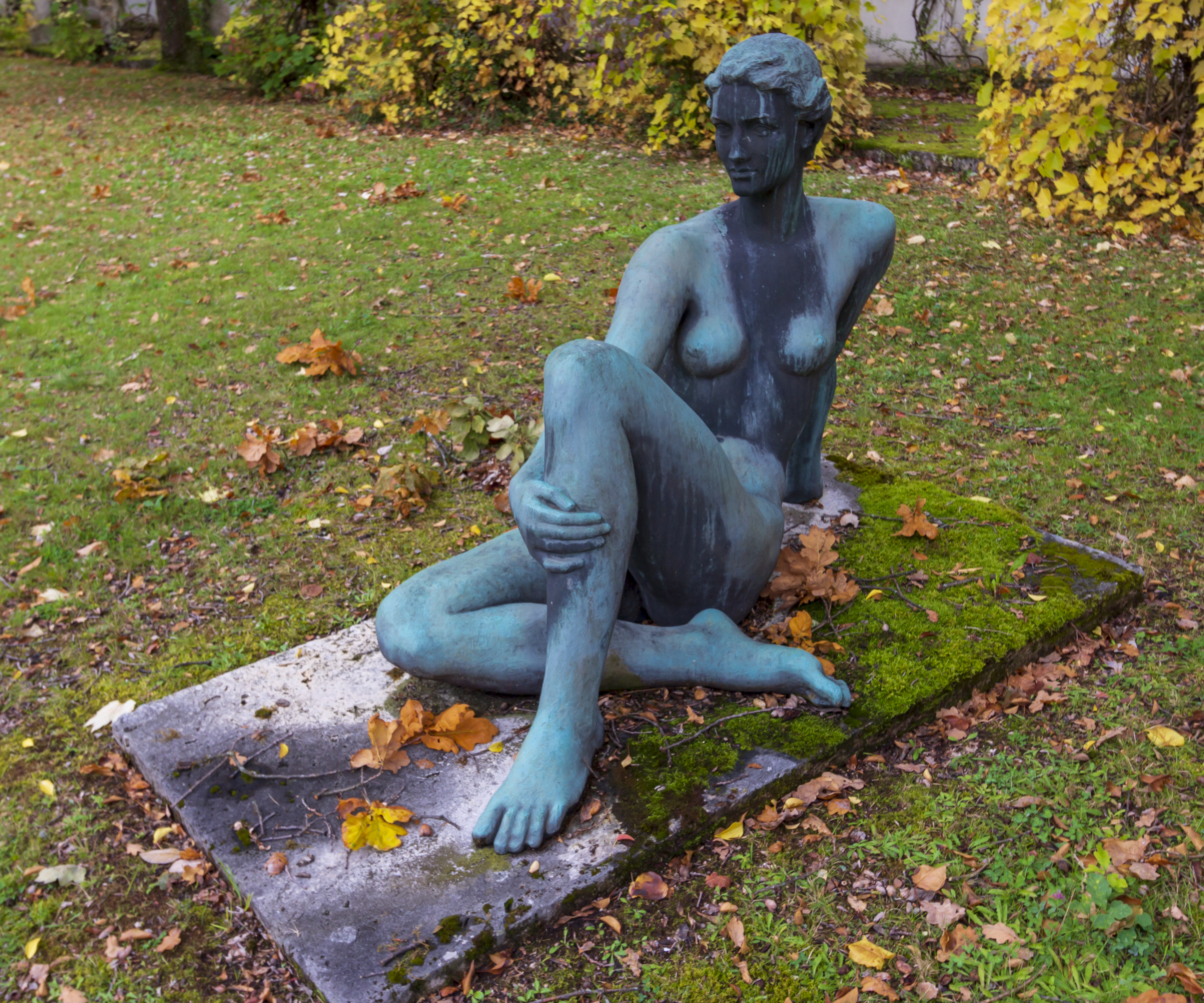
Skulptur Galateia (Fritz Klimsch)

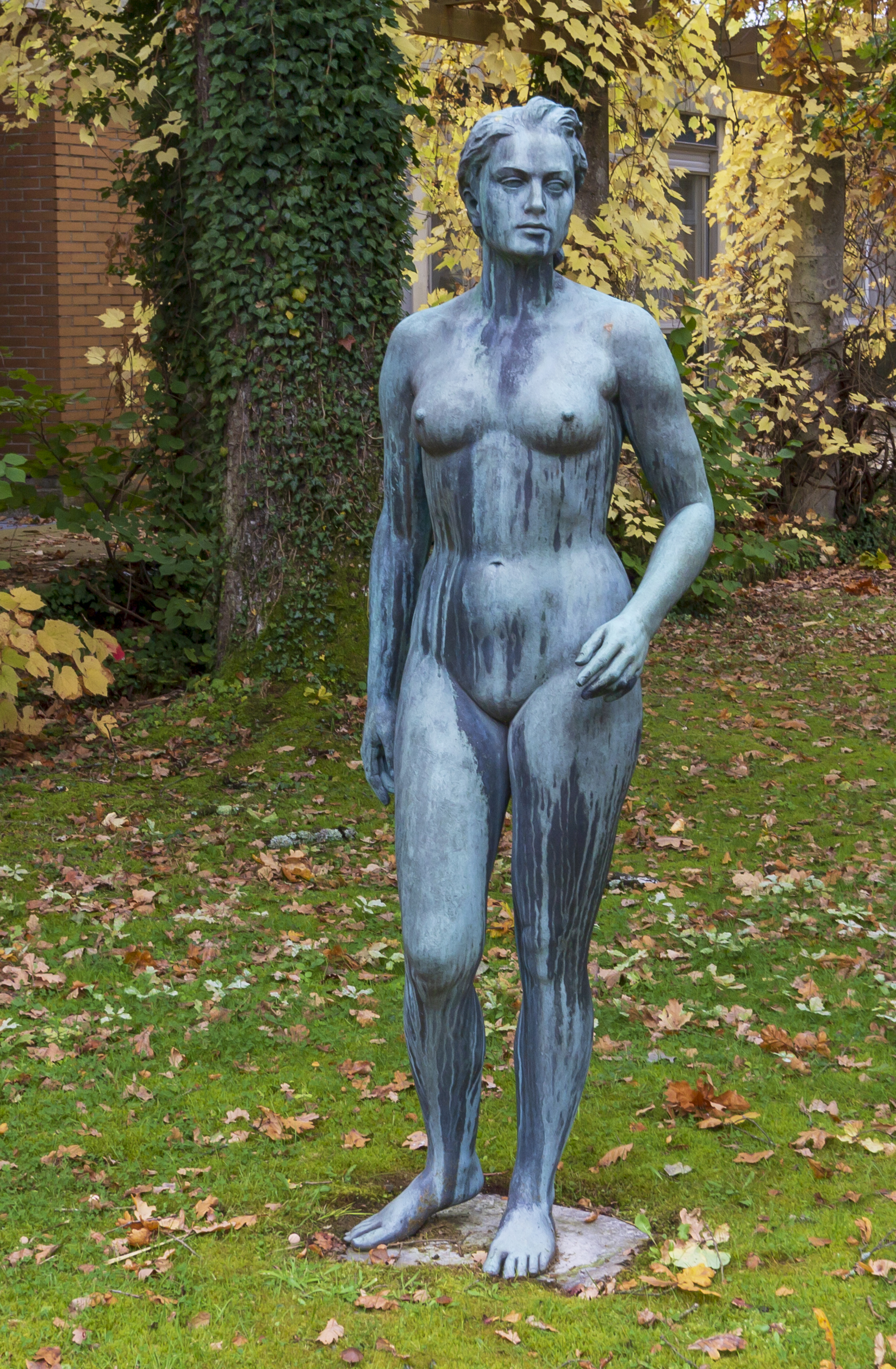
Unbekannte Skulptur, vermutlich Fritz Klimsch, vor der Präsidentenvilla

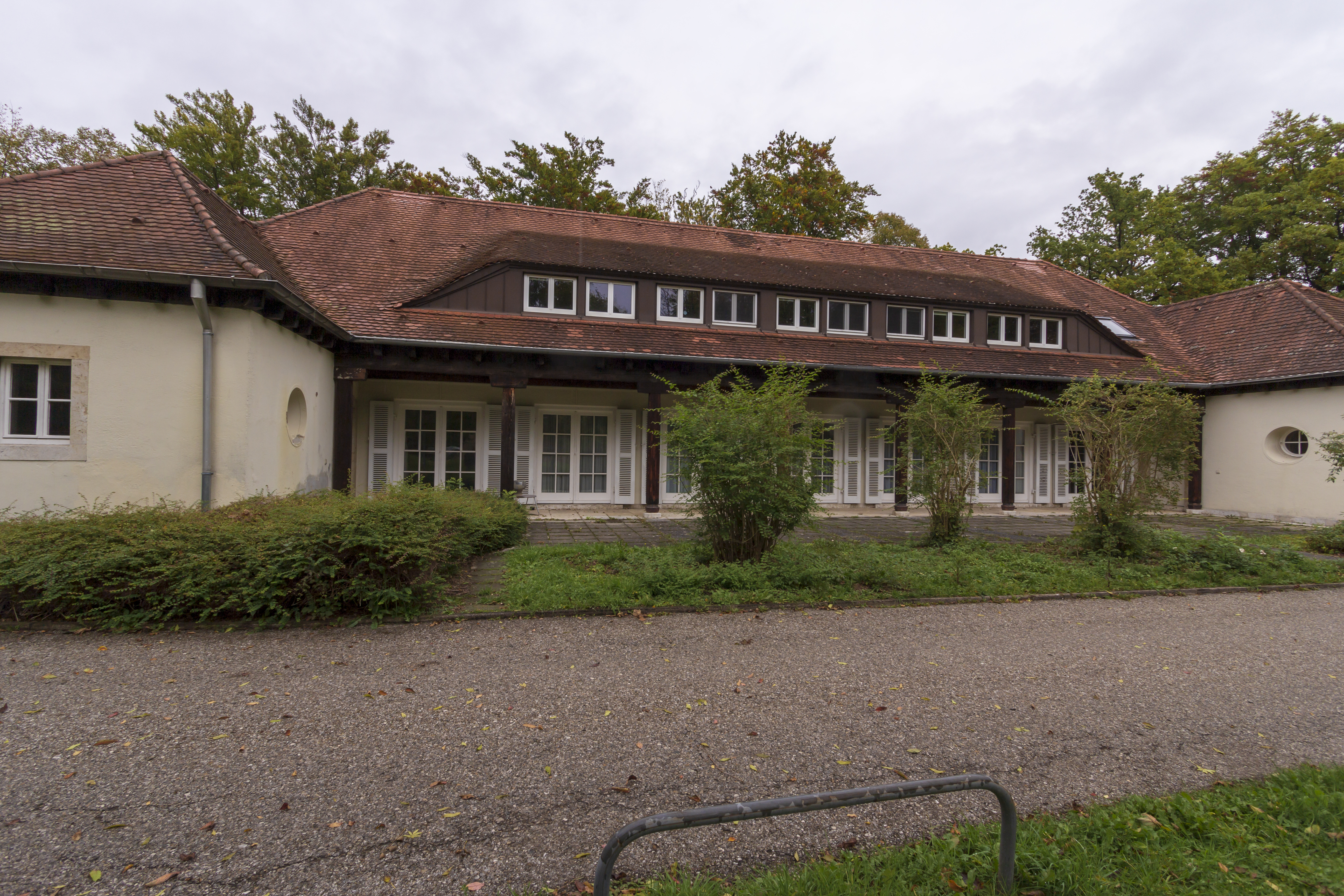
Klubhaus (ehem. Kindergarten)

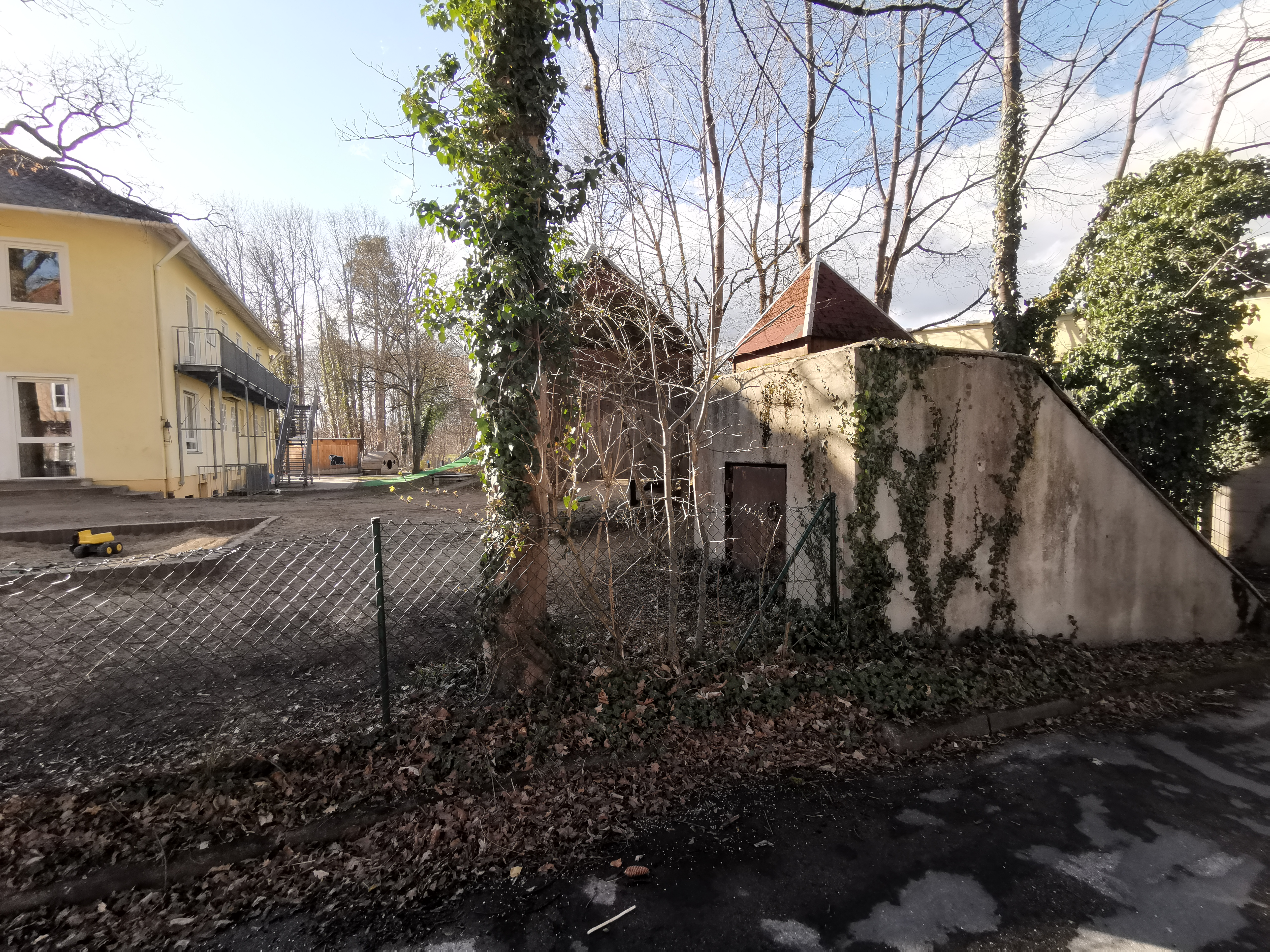
Bunkereingang für die Angestellten der Reichssiedlung in der Margarethenstraße

Die ehemalige Reichssiedlung Rudolf Heß (auch Siedlung für Angehörige des Stabes des Stellvertreters des Führers, Stabsleitersiedlung, Bormann-Siedlung oder Siedlung Sonnenwinkel genannt) wurde von 1936 bis 1938 in Pullach bei München erbaut, ab dem 6. Dezember 1947 von der Organisation Gehlen und ab dem 1. April 1956 vom Bundesnachrichtendienst (BND) genutzt. Das denkmalgeschützte Gebäudeensemble ist derzeit noch Teil der BND-Liegenschaft in Pullach. Im Nachgang der Verlegung des Sitzes in die Zentrale des BND in Berlin wird das Gelände für eine Nachnutzung frei.

## Geschichte
Die separierte Siedlung jenseits des südlichen Randes von München wurde von Roderich Fick geplant. Auftraggeber und Bauherr war Martin Bormann, seinerzeit Leiter des Stabes des Stellvertreters des Führers, der Pullach als Ort auswählte. Als NS-Mustersiedlung für die Parteielite war sie gedacht für den Stab des Stellvertreters des Führers, Rudolf Heß. 1938 zogen die ersten Bewohner ein. Die Modellsiedlung bestand aus Ein- und Zweifamilienhäusern, die auf das zentral gelegene Stabsleitergebäude hin ausgerichtet waren. Die einzelnen schlichten Gebäude mit Walmdächern hatten streng gegliederte Fassaden mit außenputzbündig eingelassenen Sprossenfenstern einschließlich innenliegender Klappläden. Als architektonisches Vorbild galt Goethes Gartenhaus in Weimar, das für die Nationalsozialisten das spitzgiebelige Ideal des deutschen Heims war. Das Stabsleitergebäude war eine repräsentative Villa. Das Erdgeschoss umfasste diverse Versammlungsräume, ein Musik- und Speisezimmer sowie eine Bibliothek. Im Obergeschoss hatte Bormann seine Wohnung.
Zur Siedlung gehörten ferner eine Gärtnerei, ein Fahrerhof mit Werkstätten und Garagen sowie Wohnhäuser für das Fahrpersonal und die Hausangestellten. Die einzelnen Häuser waren durch Mauern abgeschottet, damit die Privatsphäre nicht gestört werden konnte.
Es handelte sich hier um eine Modellsiedlung, entsprechend der nationalsozialistischen Ideologie der Volksgemeinschaft. Innerhalb der Siedlungsbewohner sollte es keine sozialen Unterschiede geben, weshalb eine gleichgehaltene, zurückgezogene Innenarchitektur mit hochwertigen Materialien gewählt wurde. Aufgenommen wurden „arische“, politisch zuverlässige Familien mit mindestens zwei Kindern.
Das Areal war auch Domizil und Schaltstelle für hochrangige Nationalsozialisten, allen voran Martin Bormann. Adolf Hitler besuchte die Siedlung am 14. September 1938. Die Modellsiedlung blieb weitestgehend von Kriegseinwirkungen verschont. Zum Schutz vor möglichen Bombenangriffen erhielten die einzelnen Häuser einen dunklen Tarnanstrich.
Unmittelbar benachbart entstand das Führerhauptquartier Siegfried.

## Investoreninteresse am Gelände
Das Gelände steht unter Denkmalschutz. Winfried Nerdinger, Gründungsdirektor des NS-Dokumentationszentrums in München, hält die Reichssiedlung für ein wichtiges Dokument der NS-Zeit, das zu Recht unter Ensemble- und Denkmalschutz steht.
Aktuell wird geprüft, wie ein Teil des Geländes, rund 68 Hektar, privatisiert werden kann. Der FDP-Bundestagsabgeordnete Daniel Föst hat dazu im Januar 2021 eine kleine Anfrage an die Bundesregierung gestellt.